# Rhizoctonia tuliparum
Rhizoctonia tuliparum é uma espécie de fungo pertencente à família Ceratobasidiaceae.